# Maison Dandoy

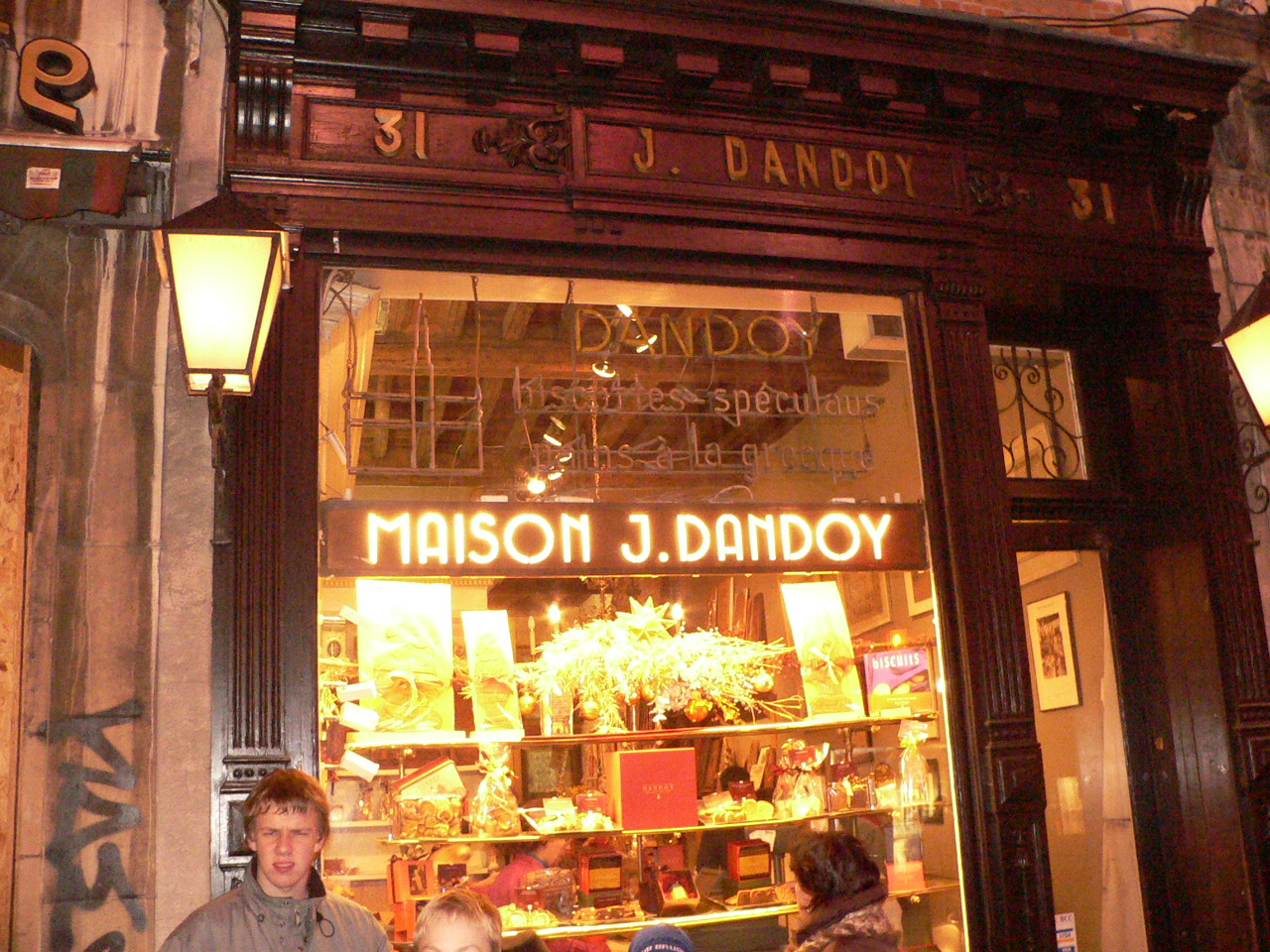
Maison Dandoy, enseigne la nuit

La Maison Dandoy est la plus ancienne biscuiterie bruxelloise. Fondée en 1829, elle est tenue par la septième génération de la même famille.
Sa maison mère est située Rue au Beurre près de la Grand-Place de Bruxelles.

## Histoire
En 1829, la biscuiterie est fondée par Jean-Baptiste Dandoy. C'est en 1905, qu'une société est créée pour l'exploitation du fond de boulangerie et la marque et son logo sont enregistrés en 1907. La SA est constituée en 1990.
La boutique a en plus de la maison mère, située Rue au Beurre à Bruxelles, 9 succursales en Belgique : 7 en région bruxelloise,  une à Anvers, une à Waterloo. Elle a ouvert en 2012 une succursale à Tokyo. Elle possède également un point de vente à Paris.
Elle a été Fournisseur breveté de la Cour de Belgique.

## Spécialités
- Speculoos
- Pain à la grecque